# Кампу (Визеу)
Кампу (порт. Campo) — район (фрегезия) в Португалии, входит в округ Визеу. Является составной частью муниципалитета Визеу. По старому административному делению входил в провинцию Бейра-Алта. Входит в экономико-статистический субрегион Дан-Лафойнш, который входит в Центральный регион. Население составляет 4358 человек на 2001 год. Занимает площадь 15,48 км².
Покровителем района считается Мария Магдалина (порт. Maria Madalena).